# John Gribbin
 (mars 2023).
Si vous disposez d'ouvrages ou d'articles de référence ou si vous connaissez des sites web de qualité traitant du thème abordé ici, merci de compléter l'article en donnant les références utiles à sa vérifiabilité et en les liant à la section « Notes et références ».
John R. Gribbin (né en 1946) est un scientifique britannique et écrivain.

## Biographie
John R. Gribbin (né en 1946) est un écrivain scientifique de nationalité 
britannique. Il est diplômé en physique (1966) et en astronomie (1967) 
de l'Université de Sussex. Il a passé son doctorat d'astrophysique à 
l'Université de Cambridge en 1971.
Il a publié dans la revue Nature, le magazine New Scientist et a également écrit dans The Times, The Guardian et the Independent et pour la BBC.
En 1974, il avait publié, avec Stephen Plagemann, un livre intitulé The Jupiter Effect (non traduit en français) dans lequel les auteurs prédisent que l'alignement des planètes sur un côté du Soleil en mars 1982 engendrerait des effets gravitationnels pouvant déclencher des 
tremblements de terre sur la faille de San Andreas et rayer Los Angeles de la carte du monde. 
Gribbin est revenu sur ces allégations dans le numéro du 17 juillet 1980 du  magazine New Scientist dans lequel il déclare avoir voulu faire « un peu trop malin ». 
En 1984 avec la publication du Chat de Schrödinger, John Gribbin se fait connaître d'un plus large public.
Il a publié son centième livre, The Fellowship: The Story of the Royal Society and a Scientific Revolution en 2005 (non traduit en français).

## Œuvres
- (en) (avec Stephen Plagemann) The Jupiter Effect, 1974
- (en) In Search of Schrödinger's Cat: Quantum Physics and Reality, New York, Bantam Books, 1984 ; publié en français sous le nom Le Chat de Schrödinger : Physique quantique et réalité  (trad. Christel Rollinat), Monaco, Le Rocher, 1988 ; réédité dans la collection Champs Flammarion, 1994.
- À la poursuite du Big Bang, Flammarion 1992 (traduction et préface de Michel Cassé),  (ISBN 978-2-0808-1270-4)
- La Physique quantique, (2e édition), Pearson Education, coll. Focus sciences, 2007.  (ISBN 978-2-7440-7263-5)